# Сражение у Мёна
Сражение у Мёна (швед. Slaget vid Møn) — морское сражение между датским и шведским флотами, произошедшее 12-13 сентября 1657 года во время датско-шведской войны 1657—1658 годов.

Район сражения

В конце августа шведский флот в составе 39 военных кораблей, включая восемь вооружённых коммерческих судов и двух брандеров, под командованием адмирала Клааса Билькеншерны вышел в море из Даларё, у Стокгольма, и направился на юг. Датский адмирал Хенрик Бильке, наблюдавший до того времени в Висмаре за передвижениями войск Карла X Густава, как только узнал об этом, немедленно вышел навстречу с частью своего флота и стал курсировать между Мёном и Борнхольмом. 12 сентября шведский флот прошёл мимо Борнхольма.
Оба флота оказались на виду друг у друга: 17 датских против 39 шведских кораблей. В четыре часа дня адмирал Билькеншерна направил свой флагманский «Дракен» (66 орудий) навстречу датскому линейному кораблю «Фредерикус Тертиус» (60 орудий), предварительно обстреляв его издалека. Единственными шведскими кораблями, которые последовали за ним, были «Амарант» (42 орудий) и «Марс» (38 орудий). Огня шведских пушек с трех кораблей было недостаточно, чтобы подойти ближе для атаки, а другие шведские корабли держались в стороне. Дав сильный залп с «Фредерикуса Тертиуса» датчане покинули район боя и направились к Эресунну, отчасти из-за меньшего количества кораблей, а отчасти из-за ожидаемого подкрепления 11 судов адмирала Нильса Юэля.
На следующий день обе стороны начали маневрировать, чтобы занять выгодную позицию. Днём Билькеншерна с «Дракеном» подошёл с наветренной стороны и атаковал датский флагман «Трефолдигед» (66 орудий). «Марс» и «Амарант» подключились к бою. На помощь Бильке быстро подошли другие корабли, и разгорелся бой. Стояла свежая погода, что затрудняло ведение прицельного огня. «Дракен» получил попадание в бизань-мачту и вышел из боя. Датские корабли «Фредерикус Тертиус» и «Элефантен» получили повреждения палубы, корпуса и такелажа и свернули в сторону Фальстербу. Хотя флоты сражались с восьми часов утра до семи вечера, ни один корабль не был потоплен или поврежден настолько, чтобы потерять способность маневрировать. С датской стороны в ходе боев погибло 150 человек, потери шведов составили около 40 человек.
В итоге флоты вечером разошлись и удалились для ремонта в Гедсер и Висмар соответственно. Стратегический успех сражения остался за датчанами. Король Карл X Густав был недоволен упущенной возможностью сокрушить датский флот.